# Кашкадар'я (міське селище)
Кашкадар'я (узб. Qashqadaryo, Қашқадарё) — міське селище в Узбекистані, підпорядковане Каршинському міському хакіміяту Кашкадар'їнської області.
Населення 6,2 тис. мешканців (2004).